# Песарій

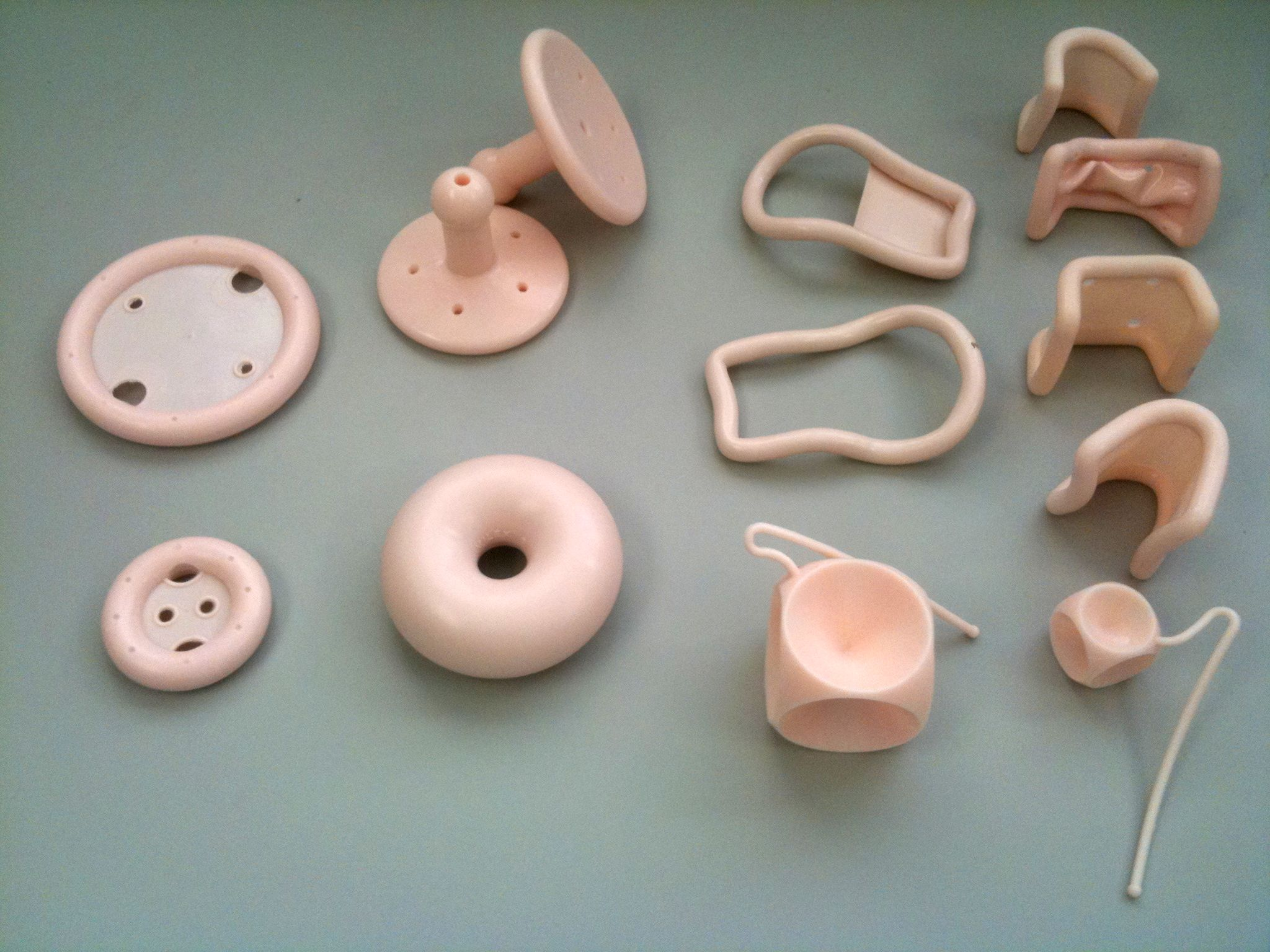
Асортимент песаріїв

Песа́рій (лат. pessarium; від грец. πεσσός — овальний камінь, що застосовувався в деяких іграх) — медичний пристрій, який вводиться у вагіну для підтримки матки і / або сечового міхура і прямої кишки.

## Види песарія

### Акушерський песарій
Акушерський песарій — це невеликий пластиковий або силіконовий медичний виріб, який вводиться у вагіну для утримання матки в певному положенні. Акушерський песарій застосовується в гінекології для профілактики передчасних пологів у вагітних з істміко-цервікальною недостатністю (ІЦН) та для профілактики розвитку цієї патології. Ефективність цього методу корекції ІЦН 85 %. Песарій акушерський розвантажувальний використовується у ряді країн (Німеччина, Франція) більш як 30 років, в Україні та країнах СНД — понад 18 років.
Механізм дії песарія акушерського розвантажувального заснований на зменшенні навантаження на шийку матки внаслідок зниження тиску плодового яйця.
Показання до застосування акушерського песарія:
1. Функціональна й органічна істміко-цервікальна недостатність,
2. Профілактика істміко-цервікальної недостатності у вагітних,
3. Профілактика неспроможності шва при хірургічній корекції ІЦН.

### Терапевтичний песарій
Терапевтичний песарій (маткове кільце) — це медичний виріб, зовні схожий на кільце діафрагми. Терапевтичний песарій використовується для підтримки матки, вагіни, сечового міхура або прямої кишки. Песарій найчастіше використовується для лікування випадіння матки (пролапс). Він також використовується для лікування нетримання сечі, загину матки та грижі сечового міхура.
Песарій може бути введений тимчасово або постійно, і повинен бути встановленим лікарем. Більшість песаріїв не перешкоджають статевому актові.

### Фармацевтичний песарій
Фармацевтичний песарій використовується як ефективний засіб для введення лікарських засобів, які легко всмоктуються через епітелій вагіни або прямої кишки, або для локальної дії, наприклад, при запаленні або інфекції. Альтернативний термін — свічки або супозиторії, які, як правило, використовується при ректальному застосуванні.

### Оклюзійний песарій
Оклюзійний песарій, як правило, використовується у поєднанні зі сперміцидами як засіб контрацепції.